# Mikey Dread
Michael George Campbell (4 de Junho de 1954 – 15 de Março de 2008), mais conhecido como Mikey Dread, foi um cantor, produtor e radialista jamaicano. Foi um dos mais influentes artistas e inovadores do reggae.

## Biografia
Nascido em Port Antonio, Jamaica, em uma família com cinco filhos, ainda criança, Campbell demonstrava aptidão natural em engenharia e eletrônica. Quando adolescente se apresentou com os sound systems Safari e Sound of Music, além de trabalhar na estação de rádio do colégio.
Mikey estudou engenharia elétrica no College of Arts, Science and Technology, e em 1976, iniciou suas atividades como engenheiro na Jamaica Broadcasting Corporation (JBC). Campbell não gostava na programação da JBC que consistia em música pop estrangeira, em uma época que o mais potente reggae estava sendo gravado na Jamaica. Ele convenceu seus chefes da JBC em lhe dar seu próprio programa de rádio que veio a se chamar Dread at the Controls, onde ele tocava quase exclusivamente reggae. Campbell (agora usando o nome de DJ, Mikey Dread) tinha o programa mais popular da JBC. Bem conhecido por seu estilo alegre, Dread at the Controls se tornou um sucesso em toda a Jamaica. Exemplos do estilo tagarela de Mikey Dread podem ser ouvidos no dico lançado pela RAS, African Anthem Dubwise.
Também começou a gravar suas próprias músicas. Lee "Scratch" Perry produziu a faixa "Dread at the Controls". Gravou com Sonia Pottinger e Joe Gibbs, e se apresentava com o sound system Socialist Roots. Inevitavelmente, a diretoria mais conservadora da JBC e Campbell entraram em confronto e ele se demitiu, em protesto, em 1978, se tornando engenheiro de som no estúdio Treasure Isle, onde começou uma sociedade com o produtor Carlton Patterson. Eles produziram o trabalho de em faixas como "Barber Saloon" e outras.
No final dos anos 1970, Mikey começou seu próprio selo musical, a DATC, trabalhando com artistas como Edi Fitzroy, Sugar Minott e Earl Sixteen, bem como produzindo seu próprio material. O selo lançou os álbuns de Dread Evolutionary Rockers (lançado no Reino Unido como Dread at the Controls) e World War III.
A música de Campbell atraiu a atenção da banda punk britânica The Clash, que o convidou para ir à Inglaterra para sair em turnê com eles em 1980, e acabou produzindo algumas faixas da banda. Embora inicialmente, desconfiado de estranhos, Campbell logo se tornou melhor amigo da banda, produzindo o famoso single "Bankrobber"  e participando de diversas canções do álbum de 1980, Sandinista!. Campbell também saiu em turnê com o The Clash pelo Reino Unido, Europa e nos  EUA, ganhando muitos novos fãs durante este período. Mikey estudou na National Broadcasting School em Londres em 1980 e em 1984 estudou tecnologia avançada de gravação na North London Polytechnic.
Durante o começo dos anos 1980, fez os vocais do coletivo de reggae Singers And Players na gravadora On-U Sound de Adrian Sherwood. Dread produziu dez faixas dub para o UB40 e saiu em turnê pela Europa e Escandinávia abrindo os shows da banda.

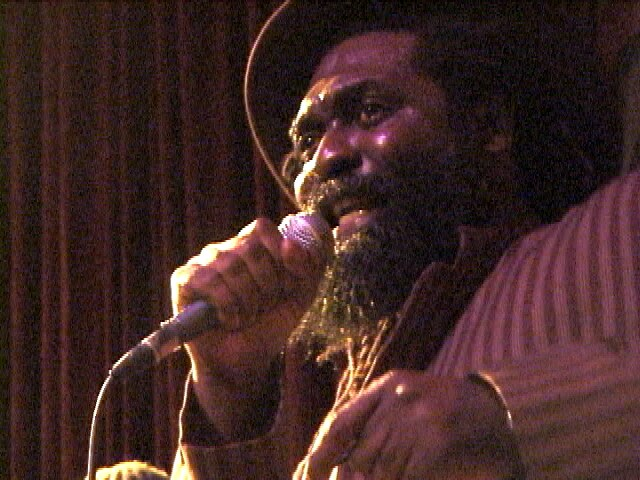
Mikey Dread se apresentando no SOB em Nova Iorque em 8 de abril de 2003.

Alguns de seus trabalhos no Reino Unido incluem a apresentação da série Rockers Roadshow e a narração do documentário do Channel 4 em seis partes sobre reggae chamado Deep Roots Music. Mais tarde, gravou "The Source (Of Your Divorce)" pela  Warner Brothers Records, cujo vídeo sucesso.

## Discografia

### Álbuns de estúdio
| Informação adicional |
| --- |
| Lançamento: 1979 Gravação: 1978 Gravadora: Dread at the Controls (DATC LP 002) Formato: LP Produtor: Mikey Dread Lista de faixas 1. "Saturday Night Style" (Campbell) – 4:55 2. "Industrial Spy" (Dread) – 4:25 3. "Headline News" (Campbell) – 3:06 4. "Mikey Dread in Action" (Campbell) – 5:10 5. "Resignation Dub" (Campbell) – 5:01 6. "Technical Selection" (Campbell) – 3:50 7. "Comic Strip" (Campbell) – 3:02 8. "Pre-Dawn Dub" (Campbell) – 3:21 9. "Operator's Choice" (Campbell) – 4:45 Faixas bônus do relançamentos de 2004 e 2005 1. "Ancestral Dub" – 2:51 2. "Raggamuffin Dubstyle" – 3:48 3. "JBC Days" / "Proper Education Dub" – 5:24 4. "Freelancer Dub" – 4:34 5. "Jumping Master Dub" – 1:44 6. "Peacemaker Dub" – 4:07 Relançamentos - 1996 Big Cat (CD) - 2004 Auralux (LUXXCD 005) (CD, capa alternativa, faixa bônus, edição deluxe) - 2005 Dread at the Controls (DATC CD 1033) (CD, capa alternativa, faixa bônus, edição deluxe) |

| Informação adicional |
| --- |
| Lançamento: 1979 Gravação: 1979 Gravadoras: Trojan (TRLS 178), Dread at the Controls Formato: LP Produtor: Mikey Dread Lista de faixas 1. "Everybody Needs a Proper Education" – 7:20 2. "Dread Combination" (Campbell) – 4:12 3. "Love the Dread" (Campbell) – 2:55 4. "The Voice of Jah" – 3:42 5. "Step by Step" – 4:52 6. "Walk Rastafari Way" (Campbell) – 3:45 7. "King in the Ring" – 3:58 8. "Barber Saloon" (Campbell) – 7:20 faixas bônus do relançamento de 2005 1. "African Map" – 4:17 2. "School Girl" – 4:06 3. "East Portland Dub" – 4:06 4. "Bull Bay Dubwize" – 3:28 5. "DATC Tribute to King Tubby" – 3:17 6. "Voice of Dub" – 3:30 7. "Internal Energy Dubmix" – 2:54 8. "Rastadub" – 2:58 9. "School Girl Dub" – 4:11 Relançamentos - 1979 (como Evolutionary Rockers) Dread at the Controls (LP) - 1989 (como Evolutionary Rockers) Dread at the Controls (CD, faixas bônus) - 2001 Trojan (37311781) (LP) - 2005 Dread at the Controls (DATC CD 2014; mikeydread11) (CD, faixas bônus) - 2007 (como Evolutionary Rockers) Dread at the Controls (CD, faixas bônus) Notes: Dread at the Controls foi lançado pela DATC como Evolutionary Rockers em 1979, 1989 e 2007 com arte da capa diferente e diferente lista de faixas. |

| Informação adicional |
| --- |
| Lançamento: 1980 Gravação: 1980 Gravadora: Dread at the Controls (TNT1) Formato: LP Produtor: Mikey Dread Lista de faixas 1. "The Jumping Master" (Campbell) – 5:09 2. "Break Down the Walls" (Campbell) – 5:28 3. "Jah Jah Love (In the Morning)" (Campbell) – 6:47 4. "Israel" (12 Tribe) / "Stylee" (Extended Play) (Campbell) – 3:40 5. "Money Dread" (Campbell) – 3:34 6. "Mental Slavery" (Campbell) – 6:06 7. "Skin Head Skank" (Campbell) – 3:22 8. "Losers Weepers, Finders Keepers" (Campbell) – 6:45 9. "World War III" (Extended Play) (Campbell) – 6:13 faixas bônus do relançamento de 2002 1. "Warrior Stylee" (Campbell) – 5:17 2. "DATC Masterpiece" (Campbell) – 3:36 3. "Break Down the Dub" (Campbell) – 3:14 4. "Seekers Dub" (Campbell) – 3:13 5. "Jamaican Dub" (Campbell) – 2:53 6. "Flat Fee Dub" (Campbell) – 3:02 Relançamentos - 1981 Hearthbeat (HB-02) (LP) - 2002 Dread at the Controls (DATC LP TNT 1) (CD, faixas bônus) |

| Informação adicional |
| --- |
| Lançamento: 1981 Gravação: 1980–1981 Gravadora: Big Cat Formato: LP Produtor: Mikey Dread Lista de faixas 1. "Break Down the Walls" (Campbell) – 5:47 2. "Jah Jah Love (In the Morning)" (Campbell) – 7:14 3. "The Jumping Master" (Campbell) – 5:39 4. "Israel" (12 Tribe) / "Stylee" (Extended Play) (Campbell) – 8:44 5. "Warrior Stylee" (Extended Stero Style) (Campbell) – 7:51 6. "Money Dread" (Campbell) – 3:33 7. "Rockers Delight" (Extended Play) (Campbell) – 8:05 8. "Mental Slavery" (Campbell) – 6:35 9. "World War III" (Campbell) – 3:43 Relançamentos - 1996 Big Cat (23131521)(LP) - 1996 Big Cat (23131522)(CD) - 1997 Big Cat (80109)(CD) - 1999 Big Cat (109)(CD) - data desconhecida - Heartbeat (CD-HB-02)(CD) |

| Informação adicional |
| --- |
| Lançamento: 1982 Gravação: 1982 Gravadora: Dread at the Controls (DATC LP 005) Formato: LP Produtor: Mikey Dread Lista de faixas 1. "Demo Dub" – 5:35 2. "Raving Style" – 3:12 3. "Dub Addict" – 3:21 4. "Stereo Dub" – 3:04 5. "Brain Wave" – 2:32 6. "Two Track Dub" – 6:13 7. "Front Room Dub" – 3:17 8. "Control Tower Dub" – 3:26 9. "Reflexion Dub" – 3:36 10. "Dreadlocks Dub" – 3:23 Faixas bônus do relançamento de 2006 1. "Queen Dub" (Campbell) – 4:13 Relançamento - 2006 Dread at the Controls (CD, faixas bônus) Nota: A edição de 2006 contém a canção "Front Room Dub" como faixa número 6 e "Two Track Dub" como faixa número 7. |

| Informação adicional |
| --- |
| Lançamento: 1982 Gravação: 1982 Gravadora: Dread at the Controls (DATC LP 009) Formato: LP Produtor: Mikey Dread Lista de faixas 1. "Freestyle Dubatak" – 5:38 2. "Theme from Solidarity" – 4:09 3. "Dub Trakarak" – 4:03 4. "Klappaz Konekshan" – 4:03 5. "3 O'Clock Dubatak" – 5:25 6. "Gully Bank Dub" – 3:24 7. "River Nile Style" – 3:05 8. "Radix Revenge" – 3:03 9. "Tricky Track" – 4:20 10. "Dub Venture" – 3:47 11. "Jamba Dub" – 1:48 12. "Dubservation" – 3:20 Relançamento - 2006 Dread at the Controls (CD) |

| Informação adicional |
| --- |
| Lançamento: 1982 Gravadora: 1982 Gravadora: Dread at the Controls Formato: LP Produtor: Mikey Dread Lista de faixas 1. "Signal One" – 6:12 2. "Jungle Signal" – 5:48 3. "Signal Three Dub" – 6:12 4. "Rainbow Jungle" – 2:40 5. "Star Chaser" – 4:40 6. "Jungle Gym" – 5:01 7. "Jungle Juice" – 3:05 8. "Dub Jungle" – 3:59 9. "Theme Signal" – 5:34 10. "Jungle Delight" – 3:20 Relançamento - 2006 Dread at the Controls (CD) |

| Informação adicional |
| --- |
| Lançamento: 1982 Gravação: 1982 Gravadora: Heartbeat Formato: LP Produtor: Mikey Dread Lista de faixas (CD) 1. "Pave the Way" – 4:17 2. "Reggae" / "Hit Shot" – 5:12 3. "Roots and Culture" – 6:06 4. "Sunday School" – 3:37 5. "Knock Knock" – 4:44 6. "(Open the Gate) Come In" – 5:11 7. "Freedom... Is Coming" – 4:37 8. "(Dance) Face to Face" – 4:22 9. "Forever and Ever" – 5:12 10. "Everchanging World" – 4:20 11. "Quest for Oneness" – 2:56 12. "Time Waster" – 3:02 13. "Relax/Enjoy Yourself" – 2:45 14. "Have You Got a Minute to Spare?" – 3:19 15. "Dizzy (Herb Smoker)" – 4:09 16. "Paradise" – 4:19 17. "Too Many Rulers" – 3:32 Relançamentos - 1985 Heartbeat (CD) - 1990 Heartbeat Select Fita cassete - 1999 Heartbeat (CDHB) (CD) - 2005 Dread at the Controls (mikeydread8) (CD) |

| AInformação adicional |
| --- |
| Lançamento: 1982 Gravação: 1982 Gravadora: Heartbeat (HB009 [US] / HB09 [UK, capa alternativa]) Formato: LP Produtor: Mikey Dread Lista de faixas 1. "Rocky Road" – 3:15 2. "S.W.A.L.K." – 8:27 3. "Positive Reality" – 3:11 4. "Heavy-Weight Sound" – 5:08 5. "Problems" – 3:27 6. "Zodiac Signs" – 6:12 7. "Armagiddeon Style" – 3:41 8. "In Memory (Jacob, Marcus & Marley)" – 3:20 faixas bônus do relançamento de 2004 1. "Sweet Sixteen" – 4:32 2. "Come Along" – 4:42 3. "Strictly Rockers" – 5:20 4. "Heavy Weight Dub" – 5:58 5. "Star Sign Dub" – 8:33 Relançamentos - 1990 Heartbeat Select (09) Fita cassete - 2004 Dread at the Controls (DATC CD 2004) (CD, faixa bônus) |

| Informação adicional |
| --- |
| Lançamento: 1989 Gravação: 1989 Gravadora: RAS Formato: CD Produtor: Mikey Dread Lista de faixas 1. "Happy Family" – 4:16 2. "Your Love" – 4:06 3. "Good-Bye" – 4:05 4. "African Soldiers" – 4:17 5. "Nelson Mandela" – 4:01 6. "Perfect Woman" – 3:42 7. "Come Back" – 3:50 8. "Ready to Settle Down" – 4:11 9. "The Seagull" – 3:42 10. "I See Jah" – 4:06 |

| Informação adicional |
| --- |
| Lançamento: 1991 Gravação: 1991 Gravadora: RAS (RAS CD 3081) Formato: CD, Fita cassete Produtor: Mikey Dread Lista de faixas 1. "Break Down the Walls" (Dread) 2. "Fatten Frogs for Snakes" (Campbell) 3. "Pleasure Knowing U (Plus Dub for U)" (Campbell) 4. "Profile" (Campbell) 5. "Sugarcain" (Campbell) 6. "I Need Your Loving" (Campbell) 7. "Cater for Your Loving" (Campbell) 8. "Still My No. 1" (Campbell) 9. "Strangers in Love" (Campbell) 10. "Cruizing" (Campbell) 11. "Sentiments of Love" (Campbell) 12. "Awake With Jab" (Campbell) Relançamento - 2005 Dread at the Controls (mikeydread6) (CD) |

| Informação adicional |
| --- |
| Lançamento: 1991 Gravação: 1991 Gravadora: RAS (RAS CD 3082) Formato: CD Produtor: Mikey Dread Lista de faixas 1. "Pleased to Dub You" (Campbell) – 3:44 2. "Break Down the Dub" (Dread) – 3:29 3. "Fatten Dub for Snakes Campbell) – 2:52 4. "Stangers in Dub" (Campbell) – 4:41 5. "Dub File" (Campbell) – 5:05 6. "The Source of Dub" (Campbell) – 3:08 7. "Sweet Dub" (Campbell) – 5:19 8. "Awake With Dub" (Campbell) – 3:44 9. "Still My No. 1 Dub" (Campbell) – 3:56 10. "So Much Dub" (Campbell) – 5:07 11. "Need Your Dub" (Campbell) – 4:45 12. "Cruizin Dub" (Campbell) – 4:02 Relançamento - 2005 Dread at the Controls (mikeydread14) (CD) |

| Informação adicional |
| --- |
| Lançamento: 1992 Gravação: 1992 Gravadora: Rykodisc (20243) Formato: CD Produtor: Mikey Dread Lista de faixas 1. "Modern Africa" (Campbell) 2. "Obsession" (Campbell, Sterrett) 3. "Love Connection" (Campbell, Sterrett) 4. "One Night Lover" (Campbell) 5. "Muscle Up" (Campbell) 6. "Museum of Love" (Campbell) 7. "Love Encore" (Campbell, Sterrett) 8. "This Inspiration" (Campbell) 9. "So Many Hills to Climb" (Campbell) 10. "Global Harmony" (Campbell) 11. "Fighting for Truth and Rights" (Campbell) 12. "iddung 'Pon Money" (Campbell) 13. "Livin' in the Jungle" (Campbell) 14. "Give the Children Education" (Campbell) 15. "Tomorrow Will Be Better" (Campbell) 16. "African Princess" (Campbell) 17. "Line of King David" (Campbell) 18. "Full Moon in the Desert" (Campbell) |

| Informação adicional |
| --- |
| Lançamento: 1995 Gravação: 1995 Gravadora: ROIR (8208) Formato: CD Produtor: Mikey Dread Lista de faixas 1. "Dub Party" (Campbell) – 3:58 2. "Buh Yah Kah" (Campbell) – 5:00 3. "Sound Check" (Campbell) – 3:31 4. "Tourist Dub" (Campbell) – 4:09 5. "Haile Selassie Centenary Dub (July 2, 1892 – July 23, 1992)" (Campbell) – 4:14 6. "Special Request Dub" (Campbell) – 4:06 7. "Joyride" (Campbell) – 4:12 8. "Everyday Dub" (Campbell) – 3:56 9. "Cover Dub" – 3:53 10. "Mother's Day Dub" (Campbell) – 3:48 11. "Ragamuffin Style" (Campbell) – 3:13 12. "Womanizer Dubtract" (Campbell) – 2:58 13. "(Roir) Commercial Dub" – 4:14 14. "Impulsive Emotions Dub" – 4:03 15. "Cherry Pie" – 4:29 16. "Black Supremacy for South Africa" (Campbell) – 4:38 Relançamento - 2005 Dread at the Controls (mikeydread10) (CD) |

| Informação adicional |
| --- |
| Lançamento: 2000 Gravação: 2000 Gravadora: Dread at the Controls Formato: CD Produtor: Mikey Dread Lista de faixas 1. "Life Is Strange" – 5:09 2. "Loving You" – 3:54 3. "Weekend" – 4:14 4. "Princess" – 4:31 5. "My Religion" – 3:55 6. "World Tour" – 4:01 7. "Homeless People" – 4:02 8. "As We Enter" – 3:46 9. "Original General" – 7:35 10. "I Love My Mother" – 4:49 11. "Behold Jah" – 3:35 12. "Water Molecule" – 3:34 13. "Election Night" – 4:56 14. "I'll Be Yours" – 4:18 15. "Sorry" – 4:44 16. "Chosen Few" – 5:01 |

| Informação adicional |
| --- |
| Lançamento: 2002 Gravação: 2002 Gravadora: Dread at the Controls (3000) Formato: CD Produtor: Mikey Dread Lista de faixas 1. "Rasta in Control" (Campbell) – 4:59 2. "Inna Foreign" (Campbell, Hines, Myton, Reedy) – 3:16 3. "Equal Rights" (Campbell) – 4:02 4. "Like You" (Campbell) – 4:45 5. "Give It a Chance" (Campbell) – 3:57 6. "Reggae Session" (Campbell) – 3:56 7. "Keep Smiling" (Campbell) – 4:51 8. "Prophecy" (Campbell) – 4:35 9. "Debut Performance" (Campbell) – 4:12 10. "How We Used to Live" (Campbell, Easy, Vernal) – 4:10 11. "Great God of Glory" (Campbell) – 3:16 12. "Rasta Irie Oki" (Campbell) – 3:17 13. "His Imperial Majesty" (Campbell) – 4:10 14. "Sacrifice" (Campbell) – 2:48 15. "Prediction" (Campbell) – 2:58 16. "Hawaii Surfer" (Campbell) – 4:09 17. "Year of Decision" (Campbell) – 3:26 18. "Groove City" (Campbell) – 3:26 |

| Informação adicional |
| --- |
| Lançamento: 2007 Gravação: 2007 Gravadora: Dread at the Controls Formato: CD Produtor: Mikey Dread Lista de faixas 1. "Praise Jah Jah" – 4:09 2. "Life Is a Stage" – 5:16 3. "Pound a Weed" – 3:21 4. "Destiny" – 4:34 5. "Backstage Pass" – 4:34 6. "Barcoding" – 4:22 7. "Teenage Pregnancy" – 4:49 8. "I'm Not the Kind" – 4:26 9. "Oh No" – 4:58 10. "Soundbwoy Special" – 5:16 11. "Dread Next Door" – 4:56 12. "Passing Through" – 5:11 13. "First Generation" – 4:45 14. "Point of View" – 5:17 15. "Stem Cells" – 6:15 |

### Compilações
| Informação adicional |
| --- |
| Lançamento: 1989 Gravação: 1979–1989 Gravadora: RAS Records (RASCD-3035) Formato: CD Produtor: Mikey Dread Nota: African Anthem (1979) e Happy Family (1989) em um CD. |

| Informação adicional |
| --- |
| Lançamento: 1989 Gravação: 1982–1989 Gravadora: Heartbeat Records (HB 11568) Formato: CD Produtor: Mikey Dread Nota: S.W.A.L.K. (1982) é combinado com uma compilação de produções de Dread na Heartbeat Records. |

| Informação adicional |
| --- |
| Lançamento: 20 de maio de 1991 Gravação: 1979–1989 Gravadora: Rykodisc (RCD 20178 e RACS 0178-2) Formato: CD e cassette Produtor: Mikey Dread Track listing Todas as faixas escritas por Mikey Dread 1. "Quest for Oneness" – 3:03 2. "Break Down the Walls" – 4:43 3. "Goodbye" – 3:59 4. "Industrial Spy" – 4:24 5. "Wake-Up Call" – 3:38 6. "Warrior Stylee" – 4:30 7. "S.W.A.L.K." – 5:17 8. "Barber Saloon-Haircut" – 4:05 9. "Choose Me" – 4:40 10. "Jah Jah Love (In the Morning)" – 7:39 11. "Sunday School" – 3:41 12. "Positive Reality" – 3:22 13. "Enjoy Yourself" – 3:25 14. "Roots and Culture" – 6:10 15. "Knock Knock" – 4:42 16. "My Religion" (live with Roots Radics) – 3:45 Faixas bônus do relançamento de 2003 1. "Dizzy" 2. "The Source" (live with Roots Radics) Relançamento - 2003 Dread at the Controls (DATC CD 2003) (CD, capa alternativa, faixas bônus, edição deluxe) |

| Informação adicional |
| --- |
| Lançamento: 1998 Gravação: 1978–1992 Gravadora: Dread at the Controls, Music Club Formato: CD Produtor: Mikey Dread Lista de faixas 1. "Resignation Dub" (Michael Campbell) 2. "Industrial Spy" (Mikey Dread) 3. "Barber Saloon" (Campbell) 4. "S.W.A.L.K." (Dread) 5. "Modern Africa" (Campbell) 6. "Saturday Night Style" (Campbell) 7. "Sunday School" (Dread) 8. "Dizzy (Herb Smoker)" 9. "Pre-Dawn Dub" (Campbell) 10. "Wake-Up Call" (instrumental) (Dread) 11. "Roots and Culture" (Dread) 12. "Buh Yuk Kah" 13. "Technical Selection" (Campbell) |

| Informação adicional |
| --- |
| Lançamento: 4 de janeiro de 2006 Gravadora: Dread at the Controls (DATC CD 2015) Formato: CD Produtor: Mikey Dread Lista de faixas 1. "Natural Rasta" – 4:15 2. "Childhood Days" – 3:59 3. "African Map" – 4:24 4. "Jungle Signal" – 6:06 5. "Change Is Coming" – 4:10 6. "Pound of Weed" – 4:05 7. "Rub a Dub" – 3:50 8. "Equal Rights" – 4:02 9. "Rockers Delight" – 5:40 10. "Get Up and Dance" – 2:30 11. "Autobiography" – 6:41 12. "Rockers Roadshow" – 2:54 13. "Surfer" – 4:09 14. "Backstage Dub" – 4:19 15. "Vegetable Matter" – 4:42 16. "Dub Is the Roots" – 5:49 |

| Informação adicional |
| --- |
| Lançamento: 4 de janeiro de 2006 Gravação: 1979 Gravadora: Dread at the Controls Formato: CD Produtor: Mikey Dread Nota: Dread at the Controls (1979) e Evolutionary Rockers (1979) em um CD. Lista de faixas 1. "Dread Combination – 4:12 2. "Walk Ras Tafari Way – 3:45 3. "Proper Education – 7:20 4. "King in the Ring – 3:58 5. "Step by Step – 4:52 6. "Love the Dread – 2:55 7. "The Voice of Jah – 3:42 8. "Barber Saloon – 7:20 9. "African Map – 4:17 10. "School Girl – 4:06 11. "East Portland Dub – 4:06 12. "Bull Bay Dubwize – 3:28 13. "Datc Tribute to King Tubby – 3:17 14. "Voice of Dub – 3:30 15. "Internal Energy Dubmix – 2:54 16. "Rastadub – 2:58 17. "School Girl Dub – 4:11 |

### Singles
- "Love the Dread" (1978), DATC
- "Step By Step" (1978), 40 Leg
- "Barber Saloon" (1978), Warrior
- "Roots Man Revival" (1979), High Note
- "African Rap" (1979), Wild Flower
- "Rasta Born Baby" (1979), Roots International
- "African Map" (1979), DATC
- "Break Down the Walls" (1980) (DREAD 1)
- "Rockers Delight" (1980), DATC
- "Jumping Master" (1980), DATC
- "Reggae Gone International" (1980), DATC
- "Warrior Stylee" (1981), DATC
- "Rocky Road" (1982), DATC/Do It
- "Roots & Culture" / "Jungle Dread" (1982), DATC (DATCD 008)
- "Bad Man Posseé" (1982), DATC - com Junior Murvin
- "Pound A Weed" (1982), DATC - com Roots Radics
- "Warning" (1982), DATC
- "Heavy Weight Style" (1982), Do It
- "Sunday School" (1983), DATC
- "Reggae Hit Shot" (1984), DEP International
- "Knock Knock" (1985), DEP International
- "Rude Little Dread" (1986), DATC
- "The Source (Of Your Divorce)" (1989), Warner Bros US
- "Choose Me" (1989), DATC
- "King of Kings" (2001), Higher Ground

### Participações
- The Trojan Story Vol. 2 (1982; compilação com vários artistas; TALL 200)
- Singers and Players  – Staggering Heights (1983; On-U Sound), "School Days"
- Singers and Players  – Leaps and Bounds (1984; Cherry Red), "Autobiography (Dread Operator)" e "Vegetable Matter"
- Funky Reggae Crew – Strictly Hip-Hop Reggae Fusion (1989; compilação com vários artistas; 926 011-1)
- The Roots of Reggae Vol. 1 (1991; compilação com vários artistas; MCCD 014)
- Larks From the Ark (1995; compilação de Lee "Scratch" Perry; NTMCD 511)
- History of Trojan Records 1972–1995 Volume 2 (1996; compilação com vários artistas)
- Arkology (1997; compilação de Lee "Scratch" Perry; CRNCD 6)
- Rockers Galore (1999; compilação de The Clash; ESK 47144)
- Classic Reggae: The Producers (2000; compilação com vários artistas; MCCD 444)
- Dub Reggae Essentials (2000; compilação com vários artistas)
- Blunted in the Bomb Shelter Mix (2002; compilação de Madlib; ANTCD102)
- Auralux Reggae Showcase (2004; compilação com vários artistas; LUXXCD007)
- 50 First Dates (2004; compilação com vários artistas)
- Radio Clash (2004; compilação com vários artistas)
- Best 1991–2004 (2004; compilação de Seal)
- Echodelic Sounds of Future Pigeon (2006; álbum de Future Pigeon)
- Singles Box (2006; compilação de The Clash; Sony BMG)
- Down in a Tenement Yard: Sufferation and Love in the Ghetto 1973–1980 (2007; compilação com vários artistas; TJDDD352)
- Family Front (2008; álbum de Habakuk; 5935240)
- Royale Rockers: Reggae Sessions (2008; álbum de Casino Royale)
- Iration – Generation Time (Ft. Mikey Dread)